# Suzanne Landsfried
Suzanne Landsfried (* 22. November 1973) ist eine deutsche Schauspielerin.

## Leben
Suzanne Landsfried begann ihre Karriere 2001 nach der Ausbildung von 1998 bis 2001 an der Berliner Schule für Schauspiel  am Theater. Nach kleineren Rollen am Maxim-Gorki-Theater und der Miss Ping in Doris Dörries Turandot-Inszenierung an der Staatsoper Berlin spielt sie an Berliner Off-Bühnen u. a. die Solange in Jean Genets Die Zofen (Scheselong) und die Anna in Blaubart, das im Berliner Tiyatrom aufgeführt wurde.
Ab 2004 spielte Landsfried eine feste Nebenrolle als freche Capitol-Angestellte in der Fernsehserie Stromberg. Auf kleinere Rollen wie die Sekretärin eines Wissenschaftlers im Fernsehfilm Tsunami folgten neben einer Gastrolle als Schwester Gabi in drei Folgen der Serie Nikola der deutsche Kinofilm Oktoberfest, in dem sie Barbara Rudniks naive Ausschankkollegin Daniela spielt, und der Fernsehfilm Das geteilte Glück, in dem sie sich als resolute Kiosksbesitzerin Biggi in der Ehekrise eines Paares (Petra Schmidt-Schaller und Rüdiger Klink) den zweifelnden Gatten angelt. Als Psychotherapeutin Dr. Gregorius von Christian Ulmen war sie in Serie Die Snobs zu sehen. Als Oberärztin Dr. Söderberg spielte sie in Polizeiruf 110 und neben Henry Hübchen und Florian David Fitz in Da geht noch was als Frau Sitl – eine EDEKA-Kassiererin.
Zudem hat sie eine eigene Firma, die SLL Medien und Events, die unter anderem bei der Vermittlung, Produktion und Beratung von Imagefilmen, Werbespots und Corporate TV tätig ist und unterschiedliche Events und Veranstaltungen organisiert.
Suzanne Landsfried wohnt in Grünwald.

## Filmografie (Auswahl)
- 2001: Herzschlag – Das Ärzteteam Nord (Fernsehserie)
- 2004: Löwenzahn (Fernsehserie)
- 2005: Nikola (Fernsehserie, Mitwirkung in drei Episoden von 1998 bis 2005)
- 2005: Oktoberfest
- 2005: Tsunami (Fernsehfilm)
- 2007: Dahoam is Dahoam (Fernsehserie)
- 2010: Das geteilte Glück (Fernsehfilm)
- 2010: Zimtstern und Halbmond (Fernsehfilm)
- 2012: Stromberg (Fernsehserie, Mitwirkung in mehreren Episoden von 2004 bis 2012)
- 2012: SOKO 5113 (Fernsehserie)
- 2012: Polizeiruf 110 – Fieber (Fernsehserie)
- 2013: Da geht noch was
- 2014: Stromberg – Der Film
- 2017: Fack ju Göhte 3
- 2018: Hubert und Staller (Fernsehserie)
- 2018: Die Bergretter – Verbotene Liebe
- 2020: Zum Glück gibt’s Schreiner (Fernsehfilm)
- 2020: Daheim in den Bergen – Väter (Fernsehserie, Folge 5)
- 2025: Spuren (Miniserie)

## Auszeichnungen
- 2009: Doppel-Platin von Sony Music für die DVD-Ausgabe der dritten Stromberg-Staffel, die Frank Montenbruck stellvertretend für alle Capitol-Mitarbeiter-Darsteller in Empfang nahm.